# María Mendive
María Elena Mendive Mascheroni (n. 16 de abril de 1968) es una actriz, directora teatral, locutora y profesora uruguaya.

## Biografía
Egresada de la Escuela Multidisciplinaria de Arte Dramático Margarita Xirgu en 1994, en 2001 fundó el Instituto de Actuación de Montevideo (IAM) junto con las actrices Gabriela Iribarren y Marisa Bentancur, del cual también es directora y profesora. Comenzó a trabajar a los trece años, en un jardín de infantes. Además de la actuación y la docencia, Mendive se desempeña en publicidad prestando su imagen y voz para diversas empresas tales como CASMU.

## Filmografía

### Cine
| Año  | Título               | Personaje           | Director/a                        |
| ---- | -------------------- | ------------------- | --------------------------------- |
| 2007 | Fan                  | Amiga de Ela        | Gabriela Guillermo (largometraje) |
| 2012 | El día de la familia | Norma               | David Blankleider (cortometraje)  |
| 2012 | Sueños y pesadillas  | Paola               | Roberto Aguerre                   |
| 2013 | Anina                | Mamá de Anina (voz) | Alfredo Soderguit                 |
| 2016 | Era el Cielo         | Nadia               | Marco Dutra                       |

### Televisión
| Ficciones | Ficciones            | Ficciones | Ficciones                           |
| Año       | Título               | Canal     | Personaje                           |
| --------- | -------------------- | --------- | ----------------------------------- |
| 1996      | Al Desnudo           | Canal 5   |                                     |
| 2000      | Decalegrón           | Canal 10  | Actriz de sketches                  |
| 2002      | Mañana será otro día | Canal 4   |                                     |
| 2003      | Constructores        | Canal 4   |                                     |
| 2004      | Uruguayos campeones  | Canal 4   |                                     |
| 2013      | Historias de diván   | Telefe    | Verónica Toledo                     |
| 2015      | El Hipnotizador      | HBO       | Madre de Danton                     |
| 2016      | Rotos y descosidos   | TV Ciudad | Amanda                              |
| Programas |                      |           |                                     |
| Año       | Título               | Canal     | Rol                                 |
| 1998      | Subrayado            | Canal 10  | Presentadora del informe del tiempo |
| 2004      | Todo Punta           | Canal 4   | Conductora                          |
| 2022      | MasterChef Celebrity | Canal 10  | Participante; 12.ma Eliminada       |

## Teatro
- 2009, Acassuso (como directora).[18]
- 2010, Montevideo Amor.[19]
- 2011, Deseo bajo los olmos.[20]
- 2012, La casa de Bernarda Alba.[21]
- 2013, Escenas de la vida conyugal.[22]
- 2014, Vidas Privadas.[23]
- 2015, Miedos privados en lugares públicos.[24]
- 2016, Las Manolas (como directora).[25]
- 2017, El bebé.[26]
- 2019, Armarios (como directora).[27]
- 2021, Ana contra la muerte.[28]

## Premios
En 1996 fue galardonada con el Premio Iris Revelación por su interpretación en Al Desnudo. En 2013 recibió el Premio Florencio a la mejor actriz de reparto, por su participación en Escenas de la vida conyugal.

## Vida personal
Tiene dos hijas: Belén (n. 1991) y Federica (n. 1999).